# Катастрофа C-5 под Таншоннятом
Катастрофа C-5 под Таншоннятом — крупная авиационная катастрофа, произошедшая в пятницу 4 апреля 1975 года в окрестностях авиабазы Таншоннят в Сайгоне. В рамках операции «Babylift» военно-транспортный самолёт Lockheed C-5A Galaxy ВВС США эвакуировал беспризорных и детей-сирот из Южного Вьетнама (рейс по маршруту Сайгон—Анхелес), но через 12 минут после взлёта испытал взрывную декомпрессию, в результате чего отказали несколько гидросистем. Экипаж попытался вернуться на авиабазу Таншоннят, но из-за значительной потери управления совершил вынужденную посадку на рисовое поле и полностью разрушился. Из находившихся на его борту 328 человек (311 пассажиров и 17 членов экипажа) погибли 155, в том числе 78 детей.
Это одна из крупнейших и известных авиакатастроф Вьетнамской войны, а также вторая и крупнейшая катастрофа с участием самолёта Lockheed C-5 Galaxy.

## Предшествующие события
Весной 1975 года северовьетнамская армия вела массированное наступление, а правительство Южного Вьетнама практически утратило контроль за ситуацией и к началу апреля уже балансировало на грани падения. К апрелю 1975 года США уже два года как не принимали непосредственного участия во Вьетнамской войне. В американском обществе события во Вьетнаме уже не находили одобрения. 3 апреля президент США Джеральд Форд дал приказ ВВС США эвакуировать 2000 детей, рождённых от связей американских солдат с вьетнамками, потерявших обоих родителей или брошенных своими родителями. Во избежание паники эвакуация происходила сперва в соседние страны, лояльные к американскому режиму. Операция «Babylift» началась 4 апреля.
Для эвакуации детей были задействованы большие транспортные самолёты Lockheed C-5 Galaxy. Первый рейс должен был выполнить Lockheed C-5A Galaxy борт 68-0218 из 60-й воздушной армии (серийный номер 500-0021, выпущен в 1970 году, оснащён четырьмя турбовентиляторными двигателями General Electric TF39). Он прибыл в Сайгон из Сан-Диего (Калифорния, США), его экипаж состоял из 17 человек, в том числе:
- Командир экипажа — капитан Деннис Трейнор (англ. Dennis Traynor).
- Помощник командира — капитан Тилфорд Харп (англ. Tilford Harp).
- Бортинженер — мастер-сержант Аллен Энглс (англ. Allen Engles).

На авиабазе Таншоннят на борт самолёта сели около 250 детей — 145 детей младшего возраста и 7 человек обслуживающего персонала были размещены на верхней палубе в пассажирском отсеке, а 102 ребёнка и 47 взрослых (в основном раненые, а также обслуживающий персонал) были размещены в грузовом отсеке. Медицинский персонал состоял из 10 человек во главе с лейтенантом Региной Оне (англ. Regina Aune), причём 5 из них перешли с соседнего C-141, чтобы помочь с таким большим числом эвакуируемых. В 16:03 ICT борт 68-0218 вылетел из авиабазы Таншоннят и взял курс на Анхелес (авиабазу Кларк).

## Катастрофа
В 16:15, когда борт 68-0218 летел над Южно-Китайским морем по курсу 136° на эшелоне FL230 (7000 метров) и находился в 20,9 километрах от Вунгтау, неожиданно раздался сильный хлопок, сравнимый со взрывом, после чего створки задней рампы грузового отсека полностью оторвались. Командир правым разворотом направил самолёт обратно на Сайгон, но затем бортинженер обнаружил, что в двух из четырёх гидросистем упало рабочее давление. Это привело к потере возможности управлять самолётом посредством рулей направления и высоты, рабочими были лишь элерон и спойлер на одной из плоскостей крыла, а также было возможно изменять режим работы двигателей. Помимо этого, в процессе разворота самолёт опустил нос и начал терять высоту, при этом увеличивая скорость. Никаких рекомендаций или техники пилотирования для такой ситуации в то время ещё не существовало, а катастрофа могла привести к гибели 328 человек. Тогда КВС вспомнил принципы аэродинамики и, несмотря на увеличение скорости, увеличил мощность двигателей. Благодаря такому действию борт 68-0218 начал поднимать нос и вскоре уже перешёл в набор высоты, но командир сбавил мощность двигателей и стабилизировал скорость на уровне 463—481 км/ч. В это время второй пилот посредством имеющихся у них спойлера и элерона выровнял самолёт в поперечной плоскости.
Совместными усилиями пилоты снизили машину до 1220 метров по курсу 310°, после чего начали выполнять заход на посадку на ВПП № 25L. Но посреди манёвра борт 68-0218 опустил нос, а его вертикальная скорость возросла до 1220 м/мин. Поняв, что посадка на авиабазу в данной ситуации невозможна, КВС принял решение выполнять аварийную посадку и выбрал для этого рисовые поля вдоль реки Сайгон. Снизившись до 15 метров, он перевёл двигатели в режим малого газа. Примерно в 16:30 ICT на скорости 500 км/ч самолёт мягко опустился на рисовое поле, но, после того, как проскользил по нему около 300 метров, вновь поднялся в воздух. Впереди находилась река Сайгон, поэтому во избежание падения в неё командир увеличил режим двигателей. Но пролетев 800—900 метров и перелетев реку, борт 68-0218 рухнул пластом на рисовое поле и разрушился на четыре части. При ударе грузовой отсек полностью разрушился, из находившихся в нём 149 детей и взрослых погибли 141. В пассажирском отсеке погибли три человека из 152. Также погибли пять членов экипажа, три медика и ещё три человека. Всего в катастрофе погибли 155 человек (поначалу ошибочно назывались цифры свыше 200), выжили 173 человека, включая всех троих пилотов (24 из них получили ранения).
Наравне с катастрофой C-130 в Кхамдыке в 1968 году, это крупнейшая авиакатастрофа на территории Вьетнама и в истории ВВС США.

## Расследование

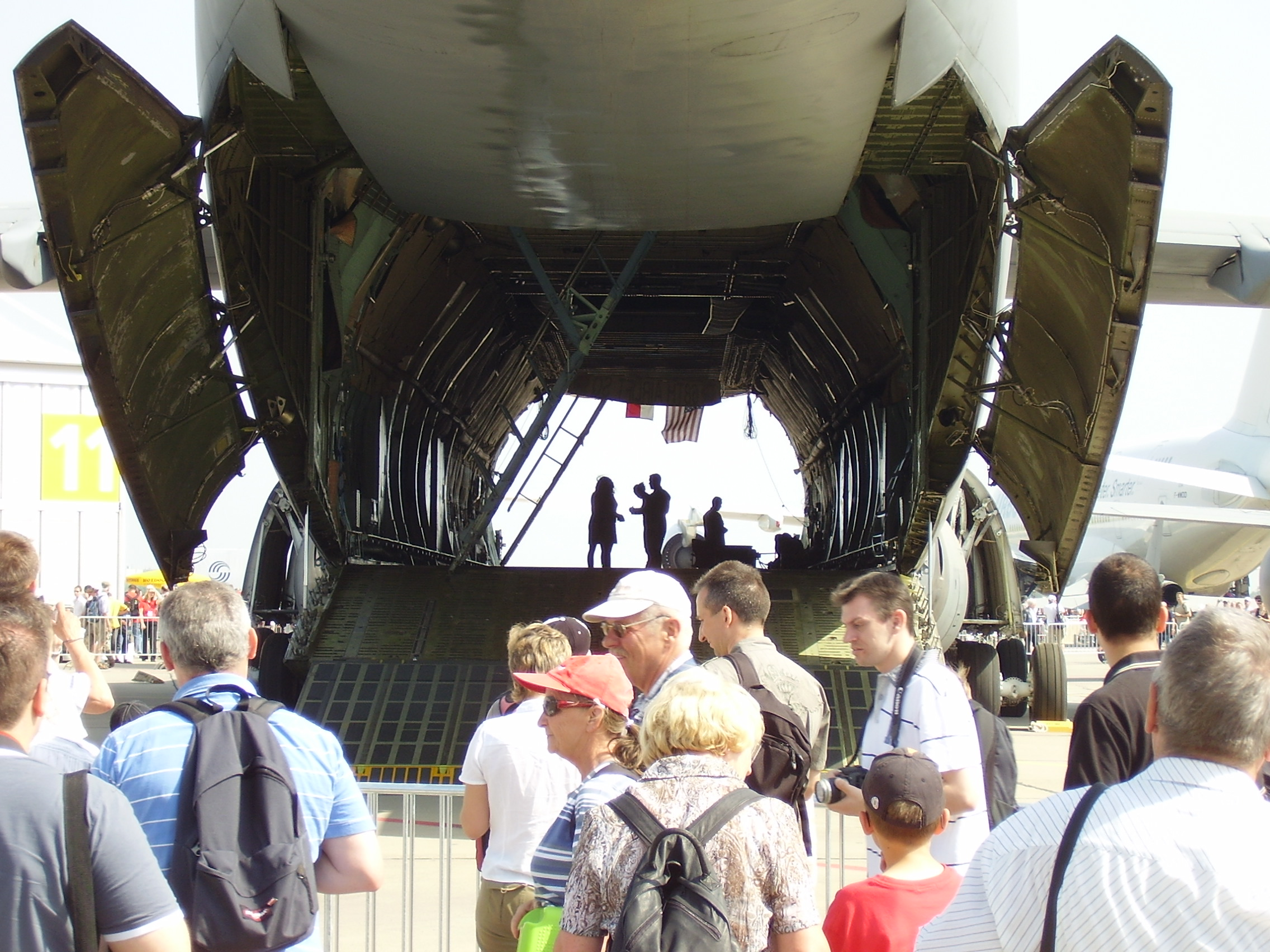
Задние грузовые створки C-5 Galaxy

Из-за взрывного характера отрыва грузовых створок поначалу рассматривалась версия о диверсии. Ответ на причины могли дать грузовые створки и бортовой самописец, которые упали в воду. Военно-морские силы США задействовали для поисков десантный грузовой корабль USS Durham (LKA-114), фрегат USS Reasoner (FF-1063) и корабль управления USS Blue Ridge (LCC-19), которые после долгих поисков смогли найти в Южно-Китайском море обе створки люка, самописец и несколько тел погибших, вытянутых наружу при декомпрессии.
Как показало проведённое исследование восстановленных грузовых створок, отдельные скобы, удерживающие их в закрытом состоянии, были взяты либо из запасных частей, либо с других самолётов и не подгонялись как положено. В результате некоторые из замков не зафиксировались в закрытом состоянии. Это подтвердил и экипаж, указавший, что в Таншонняте у них были сложности с закрытием дверей, но из-за спешки тогда этому не придали значения. Из-за этого при наборе высоты и с увеличением разницы давлений внутри и снаружи самолёта нагрузка на оставшиеся замки значительно возросла и привела к их разрушению.

## Последствия
- Несмотря на катастрофу, операция «Babylift» была продолжена и завершилась в мае 1975 года. Всего было вывезено 2678 детей[3].
- Запорный механизм грузовых створок самолётов C-5 Galaxy был доработан и впоследствии происшествий по этой причине не происходило[6].

## Награды
За спасение большинства детей в катастрофе под Таншоннятом Национальный совет по безопасности на транспорте (NTSB) выдвинул предложение о награждении экипажа борта 68-0218.
- 1 октября 1975 года начальник штаба воздушных сил США генерал Дэвид Джонс наградил пилотов Денниса Трейнора и Тилфорда Харпа Крестом военно-воздушных сил США.
- Ещё 37 медалей были вручены членам экипажа или их родственникам[5].
- Медсестра Регина Оне, которая руководила эвакуацией, несмотря на перелом правой ноги и многочисленные порезы (благодаря этому 149 детей было перенесено в безопасное место), была награждена премией Чейни[англ.], став первой женщиной, получившей эту награду[2][7].

## Культурные аспекты
Катастрофа под Таншоннятом показана в 7-м сезоне канадского документального телесериала Расследования авиакатастроф в серии Спасение детей.